# Jenny McCarthy
Jennifer Ann "Jenny" McCarthy (1. studenog 1972.), američka manekenka, glumica, komičarka, spisateljica i aktivistica.

## Životopis
Rođena je u Chicagu, Illinois. Potječe iz irske katoličke obitelji srednje klase. Ima tri sestre: Lynette, Joanne, i Amy.
Majka joj je bila kućanica i sudska poslužiteljica, a otac predradnik u čeličani. Njena rođakinja je Melissa McCarthy iz serije Gilmoreice.
Obrazovanje je stekla u osnovnoj i nekoliko srednjih škola. Kad je otišla nastaviti obrazovanje i postati njegovateljica na Sveučilištu Južnog Illinoisa u Carbondaleu, uzmanjkalo joj je novaca pa je poslala slike u Playboy.
Prihvatili su njene radove i pozvali je na snimanje. Plaćeno joj je dvadeset tisuća dolara. Postala je djevojka mjeseca, a kasnije i godine.
Uspjeh snimanja donio joj je emisiju na MTV-u gdje je puštala necenzurirane videospotove. Kasnije je lansirala filmsku karijeru i do sada je ostvarila tridesetak uloga.
Napisala je i nekoliko knjiga o roditeljstvu i autizmu. Te knjige imaju temelja u stvarnom životu, jer Jenny ima autističnog sina.
Nemogućnost njenog muža da prihvati sinovu bolest dovela je do njihovog razvoda.
Pojavljivala se i na hrvačkim mečevima, posebice da zahvali obožavateljima na potpori Generation Rescueu.
Jedna je od glasnogovornica i članica upravnog odbora organizacije Generation Rescue, koja se zalaže za istraživanje autizma.
U životu sa sinom Evanom pomaže joj sadašnji partner Jim Carrey s kojim živi u divljem braku. 